# Katheryn Winnick
Katheryn Winnick (Etobicoke, 17 de diciembre de 1977) es una actriz y directora canadiense, más conocida por su rol de Lagertha en la serie Vikings.

## Biografía

### Primeros años
Winnick nació en Etobicoke, Canadá. De ascendencia ucraniana, habla con fluidez varios idiomas: ruso, francés, italiano e inglés, y principalmente ucraniano.
Comenzó a entrenarse en artes marciales a los siete años y logró su primer cinturón negro a los trece años. Es cinturón negro (tercer dan) en taekwondo, cinturón negro (segundo dan) en karate, y guardaespaldas con licencia. Gracias a sus conocimientos de artes marciales, comenzó a entrenar actores y actrices, lo que le permitió ingresar en el ambiente cinematográfico.

### Carrera profesional
Ha aparecido en numerosas películas incluyendo Failure to Launch (junto a Matthew McConaughey), Amusement, Love & Other Drugs y Killers. 
Ha participado en series de televisión como House M.D. (en el episodio One Day, One Room), Law & Order, CSI y Criminal Minds. En la serie Bones interpretó a la corresponsal de guerra Hannah Burley, encargada de cubrir la Guerra de Afganistán, y eventual interés amoroso del protagonista Seeley Booth. 
Protagonizó junto a Paul Giamatti la comedia dramática Cold Souls, que tuvo su estreno mundial en el Festival de Cine Sundance de 2009 y para la cual aprendió a hablar ruso. Terminó de filmar Choose Dirigida por Rob Legato (con Kevin Pollak y Bruce Dern).
En 2013 se unió al show de History Channel Vikingos en el rol protagonista de Lagertha, una figura mítica en la historia vikinga. También ha colaborado en el videojuego Call of duty: WWII como personaje y dobladora.
Ha dirigido capítulos de Vikingos y Wu Assassins.

## Filmografía

### Cine
| Año  | Título                                        | Rol             | Notas                  |
| ---- | --------------------------------------------- | --------------- | ---------------------- |
| 2001 | Biohazardous                                  | Jennifer        |                        |
| 2002 | Smoking Herb                                  | Marcia          |                        |
| 2002 | Fabled                                        | Liz             |                        |
| 2002 | Daddy's Little Girl                           |                 | Cortometraje           |
| 2002 | Two Weeks Notice                              | Tiffany         |                        |
| 2003 | What Alice Found                              | Julie           |                        |
| 2004 | 50 First Dates                                | Mujer joven     |                        |
| 2004 | Satan's Little Helper                         | Jenna Whooly    |                        |
| 2004 | Going the Distance                            | Trish           |                        |
| 2004 | Our Time is Up                                | Waif            | Cortometraje           |
| 2005 | Hellraiser: Hellworld                         | Chelsea         | Directo a video        |
| 2005 | Trump Unauthorized                            | Ivana Trump     | Película de televisión |
| 2006 | 13 Graves                                     | Amy             | Película de televisión |
| 2006 | Cloud 9                                       | Olga            |                        |
| 2006 | Failure to Launch                             | Melissa         |                        |
| 2006 | Kiss Me Again                                 | Chalice         |                        |
| 2007 | Law Dogs                                      | Lisa Bennett    | Película de televisión |
| 2007 | Tipping Point                                 | Nina Patterson  | Película de televisión |
| 2007 | El día que Nietzsche lloró                    | Lou Salomé      |                        |
| 2008 | Amusement                                     | Tabitha         |                        |
| 2009 | Cold Souls                                    | Sveta           |                        |
| 2010 | Tranced                                       | Cleo            |                        |
| 2010 | Killers                                       | Vivian          |                        |
| 2010 | Love and Other Drugs                          | 'Lisa'          |                        |
| 2010 | Radio Free Albemuth                           | Rachel Brady    |                        |
| 2010 | Night and Day                                 | July            |                        |
| 2011 | Choose                                        | Fiona Wagner    |                        |
| 2011 | Bat $#*! Crazy                                | Novia           |                        |
| 2012 | Children of the Air                           | Samantha Thomas | Cortometraje           |
| 2012 | Stand Up Guys                                 | Oxana           |                        |
| 2012 | A Glimpse Inside the Mind of Charles Swan III | Ivana           |                        |
| 2013 | The Art of the Steal                          | Lola            |                        |
| 2016 | Stripped                                      | Margaret Dupre  | Cortometraje           |
| 2017 | La Torre Oscura                               | Laurie Chambers |                        |
| 2018 | Speed Kills                                   | Emily Gowen     |                        |
| 2019 | Polar                                         | Vivian          |                        |
| 2020 | Wander                                        | Elsa Viceroy    |                        |
| 2021 | El día de la bandera                          | Patty Vogel     |                        |

### Televisión
| Año       | Título                                   | Rol              | Notas                                                        |
| --------- | ---------------------------------------- | ---------------- | ------------------------------------------------------------ |
| 1999      | PSI Factor: Chronicles of the Paranormal | Suzie            | Episodio: "Sacrifices"                                       |
| 1999–2000 | Student Bodies                           | Holly Benson     | Recurrente (5 episodios)                                     |
| 2000      | Relic Hunter                             | Roselyn          | Episodio: "Nine Lives"                                       |
| 2001      | Screech Owls                             | Brianna Styles   | Episodio: "Face Off"                                         |
| 2002      | Tracker                                  | Laura            | Episodios: "Fever of the Hunt", partes 1 y 2                 |
| 2002      | Law & Order: Criminal Intent             | Karyn Barrett    | Episodio: "Seizure"                                          |
| 2003      | Oz                                       | Liesel Robson    | Episodio: "4giveness"                                        |
| 2003      | 1-800-Missing                            | Julie Snyner     | Episodio: "In the Midnight Hour"                             |
| 2003      | Wild Card                                | Kendall          | Episodio: "Hell Week"                                        |
| 2003      | 10-8: Officers on Duty                   | Lucy Johnson     | Episodio: "Lucy in the Sky"                                  |
| 2004      | CSI: Miami                               | Nicole Harjo     | Episodio: "Rap Sheet"                                        |
| 2005      | CSI: NY                                  | Lisa Kay         | Episodio: "Corporate Warriors"                               |
| 2006      | Criminal Minds                           | Maggie Lowe      | Episodio: "Somebody’s Watching"                              |
| 2007      | House M. D.                              | Eve              | Episodio: "One Day, One Room"                                |
| 2008      | Law & Order                              | Sarah Shipley    | Episodio: "Excalibur"                                        |
| 2009      | CSI: Crime Scene Investigation           | Maureen Marsters | Episodio: "One to Go"                                        |
| 2009      | Law & Order: Criminal Intent             | Carrie Conlon    | Episodio: "Faithfully"                                       |
| 2010      | The Gates                                | Kat Russo        | Episodio: "Identity Crisis"                                  |
| 2010–2011 | Bones                                    | Hannah Burley    | Elenco recurrente, serie de TV FOX (7 episodios)             |
| 2011      | The Glades                               | Valerie Dorman   | Episodio: "Lost and Found"                                   |
| 2011      | Nikita                                   | Kelly            | Invitada 1 episodio, serie de TV                             |
| 2012      | Transporter                              | Darcy Daniels    | Episodio: "Hot Ice"                                          |
| 2013–2020 | Vikings                                  | Lagertha         | Elenco principal, serie de TV History Channel (71 episodios) |
| 2015      | Person of Interest                       | Frankie Wells    | Episodio: "Skip"                                             |
| 2019      | Wu Assassins                             | Christine Gavin  | Elenco principal, miniserie de TV (9 episodios)              |
| 2020–2023 | Big Sky                                  | Jenny Hoyt       | Elenco principal, serie de TV (47 episodios)                 |

### Videojuegos
| Año  | Título                 | Rol           |
| ---- | ---------------------- | ------------- |
| 2017 | Call of Duty: for free | Marie Fischer |